# TRPM2

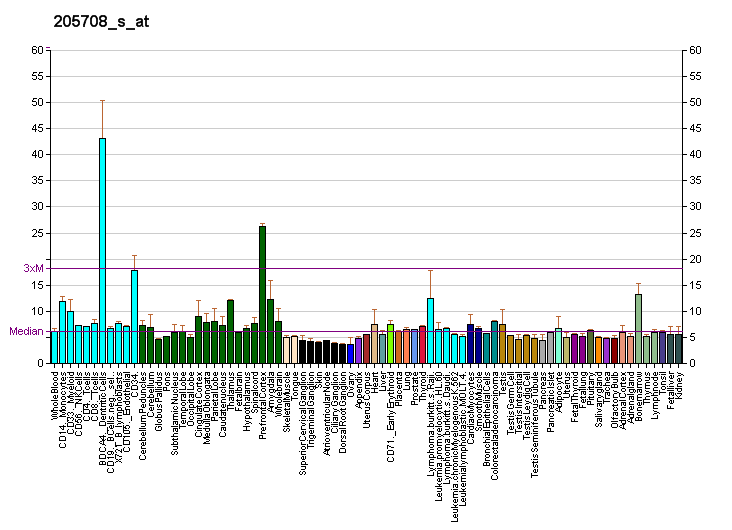
Modèle d'expression génique du gène TRPM2

Le TRPM2 (« Transient receptor potential cation channel, subfamily M, member 2 ») est une protéine, de type canal calcique dont le gène est TRPM2 situé sur le chromosome 21 humain.

## Rôles
Le canal est activé par l'adénosine diphosphoribose, le nicotinamide, le peroxyde d'hydrogène et le calcium intracellulaire.
Il intervient dans la sécrétion d'insuline après charge glucidique ou injection d'incrétines.
Il permet également la survenue d'une inflammation en augmentant la production de chimiokines et intervient dans l'apoptose par l'interaction de lui-même avec une version épissée de cette même protéine.